# Хокеј на леду на Зимским олимпијским играма 1956.
Хокејашки турнир на Зимским олимпијским играма 1956. био је осми по реду олимпијски турнир у хокеју на леду у организацији Светске хокејашке федерације (ИИХФ). Турнир се одржао као део програма Зимских игара VII олимпијаде чији домаћин је била држава Италија и град Кортина д'Ампецо − од 25. јануара до 4. фебруара. Такмичење је уједно представљало и 23. по реду турнир за титулу светског првака, док су се европске селекције такмичиле и за 34. титулу првака Европе. Био је то други пут да је Италија организовала светско првенство у хокеју на леду.
На олимпијском турниру учествовало је укупно 10 репрезентација, а такмичење се одвијало у две фазе. У првој фази екипе су биле подељене у три групе, а по две првопласиране из сваке групе пласирале су се у финалну фазу. Репрезентација Совјетског Савеза дебитовала је на Зимским олимпијским играма и са максималних 7 победа освојила прву олимпијску титулу, а уједно и другу титулу светског првака. Сребрна медаља припала је селекцији Сједињених Држава, док је бронзу освојила репрезентација Канаде коју су на Играма представљали играчи аматерске екипе Киченер-ватерлу дачменси. Најефикаснији играчи турнира били су Канађани Џејмс Логан и Пол Нокс са 12 индексних поена (87 голова и 5 асистенција). На укупно одигране 33 утакмице постигнута су 262 гола или у просеку 7,94 голова по утакмици.
Турнир групе Б одржан је почетком марта месеца у Источном Берлину уз учешће три екипе.

## Учесници
Елитна група (олимпијски турнир)
| - Аустрија - Канада - Италија - Немачка - Пољска - Сједињене Државе - Совјетски Савез - Швајцарска - Шведска - Чехословачка | - Белгија - Источна Немачка - Норвешка |

### Систем такмичења
На олимпијском турниру учествовало је 10 екипа које су у првој фази биле подељене у три групе, једна са 4 и две са по 3 тима. Играло се по једнокружном бод систему, а пласман у финалну фазу такмичења оствариле су по две првопласиране екипе из све три групе. У финалу је 6 екипа играло у оквиру једне групе, такође по једнокружном лигашком систему. Екипе које су испале из група у првој фази разигравале су за пласман од 7. до 10. места.
Победа се вредновала са 2, а нерешен исход са једним бодом.

## Немачке квалификације
Источна и Западна Немачка су на олимпијском турниру учествовали као јединствен тим, а хокејашки тим је одређен на основу бараж сусрета између две селекције. Западна немачка је добила тај сусрет и тако представљала немачку на олимпијском турниру у хокеју на леду.
| 16. новембар 1955. | Источни Берлин | Источна Немачка | 3 : 7 | Западна Немачка |  | 1:1, 2:2, 0:5 |

## Олимпијски турнир

### Група А
| №  | Репрезентација | Ут | П | Нер | И | ГД | ГП | ГР  | Бод |
| -- | -------------- | -- | - | --- | - | -- | -- | --- | --- |
| 1. | Канада         | 3  | 3 | 0   | 0 | 30 | 1  | +29 | 6   |
| 2. | Немачка        | 3  | 1 | 1   | 1 | 9  | 6  | +3  | 3   |
| 3. | Италија        | 3  | 0 | 2   | 1 | 5  | 7  | -2  | 2   |
| 4. | Аустрија       | 3  | 0 | 1   | 2 | 2  | 32 | -31 | 1   |

| 26. фебруар 1956. | Кортина д'Ампецо | Италија         | 2 : 2  | Аустрија        |  | 0:2, 1:0, 1:0 |
| 26. фебруар 1956. | Кортина д'Ампецо | Канада          | 4 : 0  | Западна Немачка |  | 2:0, 2:0, 0:0 |
|                   |                  |                 |        |                 |  |               |
| 27. фебруар 1956. | Кортина д'Ампецо | Италија         | 2 : 2  | Западна Немачка |  | 1:1, 0:1, 1:0 |
| 27. фебруар 1956. | Кортина д'Ампецо | Канада          | 23 : 0 | Аустрија        |  | 6:0, 11:, 6:0 |
|                   |                  |                 |        |                 |  |               |
| 28. фебруар 1956. | Кортина д'Ампецо | Западна Немачка | 7 : 0  | Аустрија        |  | 1:0, 1:0, 5:0 |
| 28. фебруар 1956. | Кортина д'Ампецо | Италија         | 1 : 3  | Канада          |  | 1:1, 0:0, 0:2 |

### Група Б
| №  | Репрезентација   | Ут | П | Нер | И | ГД | ГП | ГР | Бод |
| -- | ---------------- | -- | - | --- | - | -- | -- | -- | --- |
| 1. | Чехословачка     | 2  | 2 | 0   | 0 | 12 | 6  | +6 | 4   |
| 2. | Сједињене Државе | 2  | 1 | 0   | 1 | 7  | 4  | +3 | 2   |
| 3. | Пољска           | 2  | 0 | 0   | 2 | 3  | 12 | -9 | 0   |

| 27. фебруар 1956. | Кортина д'Ампецо | Чехословачка     | 4 : 3 | Сједињене Државе |  | 2:1, 0:1, 2:1 |
|                   |                  |                  |       |                  |  |               |
| 28. фебруар 1956. | Кортина д'Ампецо | Сједињене Државе | 4 : 0 | Пољска           |  | 1:0, 0:0, 3:0 |
|                   |                  |                  |       |                  |  |               |
| 29. фебруар 1956. | Кортина д'Ампецо | Чехословачка     | 8 : 3 | Пољска           |  | 1:1, 6:2, 1:0 |

### Група Ц
| №  | Репрезентација  | Ут | П | Нер | И | ГД | ГП | ГР  | Бод |
| -- | --------------- | -- | - | --- | - | -- | -- | --- | --- |
| 1. | Совјетски Савез | 2  | 2 | 0   | 0 | 15 | 4  | +11 | 4   |
| 2. | Шведска         | 2  | 1 | 0   | 1 | 7  | 10 | -3  | 2   |
| 3. | Швајцарска      | 2  | 0 | 0   | 2 | 8  | 16 | -8  | 0   |

| 27. фебруар 1956. | Кортина д'Ампецо | Совјетски Савез | 5 : 1  | Шведска    |  | 1:1, 2:0, 2:0 |
|                   |                  |                 |        |            |  |               |
| 28. фебруар 1956. | Кортина д'Ампецо | Шведска         | 6 : 5  | Швајцарска |  | 2:3, 3:1, 1:1 |
|                   |                  |                 |        |            |  |               |
| 29. фебруар 1956. | Кортина д'Ампецо | Совјетски Савез | 10 : 3 | Швајцарска |  | 4:1, 2:0, 4:2 |

### Утакмице за пласман од 7. до 10. места
| №  | Репрезентација | Ут | П | Нер | И | ГД | ГП | ГР  | Бод |
| -- | -------------- | -- | - | --- | - | -- | -- | --- | --- |
| 1. | Италија        | 3  | 3 | 0   | 0 | 21 | 7  | +14 | 6   |
| 2. | Пољска         | 3  | 2 | 0   | 1 | 12 | 10 | +2  | 4   |
| 3. | Швајцарска     | 3  | 1 | 0   | 2 | 12 | 18 | -6  | 2   |
| 3. | Аустрија       | 3  | 0 | 0   | 3 | 9  | 19 | -10 | 0   |

| 31. јануар 1956. | Кортина д'Ампецо | Швајцарска | 7 : 4 | Аустрија   |  | 3:1, 2:1, 2:2 |
|                  |                  |            |       |            |  |               |
| 1. фебруар 1956. | Кортина д'Ампецо | Италија    | 8 : 2 | Аустрија   |  | 4:1, 1:1, 3:0 |
| 1. фебруар 1956. | Кортина д'Ампецо | Пољска     | 6 : 2 | Швајцарска |  | 2:1, 2:1, 2:0 |
|                  |                  |            |       |            |  |               |
| 2. фебруар 1956. | Кортина д'Ампецо | Италија    | 8 : 3 | Швајцарска |  | 6:1, 1:2, 1:0 |
| 2. фебруар 1956. | Кортина д'Ампецо | Пољска     | 4 : 3 | Аустрија   |  | 2:2, 0:1, 2:0 |
|                  |                  |            |       |            |  |               |
| 3. фебруар 1956. | Кортина д'Ампецо | Италија    | 5 : 2 | Пољска     |  | 0:0, 3:1, 2:1 |

### Финална група
| №  | Репрезентација   | Ут | П | Нер | И | ГД | ГП | ГР  | Бод |
| -- | ---------------- | -- | - | --- | - | -- | -- | --- | --- |
| 1. | Совјетски Савез  | 5  | 5 | 0   | 0 | 25 | 5  | +20 | 10  |
| 2. | Сједињене Државе | 5  | 4 | 0   | 1 | 26 | 12 | +14 | 8   |
| 3. | Канада           | 5  | 3 | 0   | 2 | 23 | 11 | +12 | 6   |
| 4. | Шведска          | 5  | 1 | 1   | 3 | 10 | 17 | -7  | 3   |
| 5. | Чехословачка     | 5  | 1 | 0   | 4 | 20 | 30 | -10 | 2   |
| 6. | Западна Немачка  | 5  | 0 | 1   | 4 | 6  | 35 | -29 | 1   |

| 30. јануар 1956. | Кортина д'Ампецо | Сједињене Државе | 7 : 2  | Западна Немачка  |  | 6:0, 1:1, 0:1 |
| 30. јануар 1956. | Кортина д'Ампецо | Совјетски Савез  | 4 : 1  | Шведска          |  | 1:1, 1:0, 2:0 |
| 30. јануар 1956. | Кортина д'Ампецо | Канада           | 6 : 3  | Чехословачка     |  | 1:1, 3:2, 2:0 |
|                  |                  |                  |        |                  |  |               |
| 31. јануар 1956. | Кортина д'Ампецо | Шведска          | 5 : 0  | Чехословачка     |  | 1:0, 2:0, 2:0 |
| 31. јануар 1956. | Кортина д'Ампецо | Совјетски Савез  | 8 : 0  | Западна Немачка  |  | 0:0, 7:0, 1:0 |
| 31. јануар 1956. | Кортина д'Ампецо | Сједињене Државе | 4 : 1  | Канада           |  | 2:0, 0:1, 2:0 |
|                  |                  |                  |        |                  |  |               |
| 1. фебруар 1956. | Кортина д'Ампецо | Сједињене Државе | 6 : 1  | Шведска          |  | 1:1, 2:0, 3:0 |
| 2. фебруар 1956. | Кортина д'Ампецо | Канада           | 10 : 0 | Западна Немачка  |  | 1:0, 4:0, 5:0 |
| 2. фебруар 1956. | Кортина д'Ампецо | Совјетски Савез  | 7 : 4  | Чехословачка     |  | 2:1, 3:0, 2:3 |
|                  |                  |                  |        |                  |  |               |
| 3. фебруар 1956. | Кортина д'Ампецо | Канада           | 6 : 2  | Шведска          |  | 3:2, 1:0, 2:0 |
| 3. фебруар 1956. | Кортина д'Ампецо | Чехословачка     | 9 : 3  | Западна Немачка  |  | 2:3, 5:0, 2:0 |
| 3. фебруар 1956. | Кортина д'Ампецо | Совјетски Савез  | 4 : 0  | Сједињене Државе |  | 0:0, 1:0, 3:0 |
|                  |                  |                  |        |                  |  |               |
| 4. фебруар 1956. | Кортина д'Ампецо | Шведска          | 1 : 1  | Западна Немачка  |  | 0:0, 1:0, 0:1 |
| 4. фебруар 1956. | Кортина д'Ампецо | Сједињене Државе | 9 : 4  | Чехословачка     |  | 1:0, 3:2, 5:2 |
| 4. фебруар 1956. | Кортина д'Ампецо | Совјетски Савез  | 2 : 0  | Канада           |  | 0:0, 1:0, 0:1 |

### Идеални тим турнира
- Најбољи голман:  Вилард Икола
- Најбољи одбрамбени играл:  Николај Сологубов
- Најбољи играч у нападу:  Џек Макензи

## Светско првенство група Б
Турнир групе Б светског првенства одржан је у периоду 8−10. март 1956. у Источном Берлину, у Источној Немачкој.
| №  | Репрезентација  | Ут | П | Нер | И | ГД | ГП | ГР  | Бод |
| -- | --------------- | -- | - | --- | - | -- | -- | --- | --- |
| 1. | Источна Немачка | 2  | 2 | 0   | 0 | 18 | 8  | +10 | 4   |
| 2. | Норвешка        | 2  | 1 | 0   | 1 | 8  | 9  | -1  | 2   |
| 3. | Белгија         | 2  | 0 | 0   | 2 | 12 | 21 | -9  | 0   |

| 8. март 1956.   | Источни Берлин | Источна Немачка | 4 : 1  | Норвешка |
| 9. март 1956.   | Источни Берлин | Источна Немачка | 14 : 7 | Белгија  |
| 10 . март 1956. | Источни Берлин | Норвешка        | 7 : 5  | Белгија  |

## Коначан пласман и признања

### Коначан пласман
Коначан пласман на олимпијском турниру, на светском и европском првенству 1956. био је следећи:
| ОИ  | СП  | ЕП | Репрезентација   |
|     |     |    | Совјетски Савез  |
|     | 2   | —  | Сједињене Државе |
|     | 3   | —  | Канада           |
| 4.  | 4.  | 2  | Шведска          |
| 5.  | 5.  | 3  | Чехословачка     |
| 6.  | 6.  | 4. | Западна Немачка  |
| 7.  | 7.  | 5. | Италија          |
| 8.  | 8.  | 6. | Пољска           |
| 9.  | 9.  | 7. | Швајцарска       |
| 10. | 10. | 8. | Аустрија         |
| —   | 11. | —  | Источна Немачка  |
| —   | 12. | —  | Норвешка         |
| —   | 13. | —  | Белгија          |

## Састави освајача олимпијских медаља
| Медаља | Репрезентација   | Играли |
| ------ | ---------------- | --- |
|        | Совјетски Савез  | Григориј Мкртичан, Николај Пучков, Јевгениј Бабич, Всеволод Бобров, Николај Хлистов, Алексеј Гуришев, Јуриј Крилов, Алфред Кучевски, Валентин Кусин, Виктор Никифоров, Јуриј Пантјухов, Виктор Шувалов, Генрих Сидоренков, Николај Сологубов, Иван Трегубов, Дмитриј Уколов, Александар Уваров Тренер: Аркадиј Чернишов |
|        | Сједињене Државе | Вендел Андерсон, Велингтон Бартнет, Јуџин Кемпбел, Гордон Кришчан, Били Клири, Ричард Доерти, Вилијард Икола, Џон Мечевц, Џон Мајасич, Дик Мередит, Данијел Макинон, Велдон Олсон, Џон Петроски, Кенет Пурпур, Доналд Ригацијо, Дик Роденхајзер, Ед Сампсон Тренер: Џон Маријучи                                        |
|        | Канада           | Дени Бродер, Чарлс Брокер, Бил Колвин, Бади Хорн, Арт Херст, Бајрли Клинк, Пол Нокс, Кен Лауфман, Хоуви Ли, Џејсм Логан, Флојд Мартин, Џек Макензи, Доналд Роуп, Џорџ Скулс, Жери Теберж, Роберт Вајт, Кит Вудал Тренер: Боби Бауер                                                                                     |